# أوتو فرانك (أستاذ جامعي ألماني)
أوتو فرانك (بالألمانية: Otto Frank)‏ هو عالم وظائف الأعضاء وطبيب ألماني، ولد في 21 يونيو 1865 في غروس-أومشتات في ألمانيا، وتوفي في 12 نوفمبر 1944 في ميونخ في ألمانيا.